# HD 47230
HD 47230，又名CD-35 3005，SAO 196987、HR 2431，是一颗恒星，视星等为6.35，位于銀經244.7，銀緯-18.5，其B1900.0坐标为赤經6h 32m 23.3s，赤緯-36° -18.5′ 12″。